# Paul Piaget (wioślarz)
Paul Piaget (ur. w 1905) – szwajcarski wioślarz, brązowy medalista igrzysk olimpijskich.
Piaget zdobył srebrny medal podczas mistrzostw Europy w Mâcon (1920) w rywalizacji dwójek ze sternikiem. Kilka tygodni później reprezentował Szwajcarię na igrzyskach olimpijskich w Antwerpii. Zdobył tam brązowy medal w dwójce ze sternikiem. Zarówno w czasie igrzysk jak i na ME, członkami jego osady byli Édouard Candeveau i Alfred Felber.